# Гончаров, Роман Иванович
Рома́н Ива́нович Гончаро́в (1965—1984) — рядовой Вооружённых Сил СССР, участник войны в Афганистане, погиб при исполнении служебных обязанностей, кавалер ордена Красной Звезды (посмертно).

## Биография
Роман Иванович Гончаров родился 29 августа 1965 года в посёлке Октябрьский Михайловского района Рязанской области. В 1981 году окончил восемь классов Октябрьской средней школы № 2, после чего уехал в город Дзержинский Московской области. В 1983 году окончил Дзержинское городское профессионально-техническое училище № 50 и устроился работать на Дзержинский завод химического машиностроения в качестве токаря.
1 октября 1983 года Гончаров был призван на службу в Вооружённые Силы СССР Люберецким городским военным комиссариатом Московской области. После прохождения обучения получил воинскую специальность стрелка-гранатомётчика. В феврале 1984 года рядовой Роман Иванович Гончаров был направлен для дальнейшего прохождения службы в состав ограниченного контингента советских войск в Демократической Республике Афганистан.
4 августа 1984 года Гончаров в составе своего подразделения выполнял очередную боевую задачу по сопровождению автомобильной колонны. В населённом пункте Пасаб провинции Кандагар эта колонна подверглась нападению моджахедов. Гончаров вёл огонь по противнику из гранатомёта, нанеся ему потери. В том бою он подорвался на мине и погиб.
Похоронен на кладбище села Виленки Михайловского района Рязанской области.
Указом Президиума Верховного Совета СССР рядовой Роман Иванович Гончаров посмертно был удостоен ордена Красной Звезды.

## Память
- В честь Гончарова названа улица в посёлке Октябрьский Михайловского района Рязанской области.
- Мемориальная доска установлена на здании Октябрьской средней школы № 2, в школе открыта мемориальная парта героя[2].